# Good-bye Days
Good-bye Days is de zesde single van de Japanse singer-songwriter YUI. Good-bye Days werd 241.873 keer verkocht en behaalde de derde plek op de Japanse Oricon-hitlijst. Good-bye Days is daarmee de best verkochte single van YUI tot op dit moment (medio 2007).
Het nummer is het themalied voor de film Taiyou no uta waarin YUI de hoofdrol speelt. De andere liedjes op de CD, Skyline en It's happy line werden ook in Taiyou no uta gebruikt.